# 天主教戈亞斯教區
天主教戈亞斯教區（拉丁語：Dioecesis Goiasensis）是巴西一個天主教教區，位於中部戈亞斯州，屬戈亞尼亞總教區。
自治監督區於1745年12月6日設立，1826年7月15日升為教區，1932年11月18日升為總教區，1956年3月26日降為教區。
教區於2006年時有208,000名教友，佔總人口92.7%。教區有21個堂區和27位司鐸。
現任教區主教為熱奧瓦·埃利亞斯·費雷拉，榮休主教為恩仁·林柏·亞德·里克森。